# Каньон «Большие Ворота»
Каньон «Большие Ворота» — памятник природы регионального значения в Ненецком автономном округе России. Охранный статус установлен Решением Ненецкого окружного Совета народных депутатов от 03.03.1987 № 50.
Находится примерно в 40 км к югу от посёлка Индига в долине реки Белой (левый приток реки Индига), занимает площадь 212 га. Памятник природы создан в целях сохранения природных комплексов обнажений скальных пород, выходов минералов на поверхность, включений полудрагоценных камней (агатов, аметистов и др.), а также занесённых в Красную книгу НАО редких горно-тундровых видов растительности. По территории ООПТ протекает река Белая. Памятник природы организован на землях оленеводческого предприятия Сельскохозяйственный производственный кооператив (СПК) «Индига». Государственное управление в сфере организации и функционирования памятника природы осуществляет Департамент природных ресурсов, экологии и агропромышленного комплекса Ненецкого АО. Приблизительно в 15 км к юго-востоку от каньона «Большие Ворота» расположен каньон «Малые Ворота», через который протекает река Большая Светлая. 

## Описание
Ландшафт памятника природы представлен береговыми обрывами высотой до девяноста метров и в целом уникален для Ненецкого автономного округа. Стенки каньона сложены вулканогенно-обломочными породами кумушкинской свиты, представленными переслаиванием базальтовых пластов и песчаников. Всего в ходе комплексного обследования территории каньона зафиксировано пять таких слоёв:
1. Базальт. Мощность не менее 20 м;
2. Песчаник средне-крупнозернистый косослоистый. Встречаются прослои, содержащие немногочисленные остатки позвоночных, среди которых фрагменты пластин гетеростраков (Psammolepis sp.) и покровных костей антиарха (Asterolepis cf. ornata). Мощность около 5 м;
3. Базальт, в кровле сильно пористый. В верхней части слоя содержатся обильные жеоды, выполненные халцедонами, агатами, аметистами и кальцитом. Мощность около 20 м;
4. Песчаник средне-крупнозернистый косослоистый. Содержит редкие углефицированные растительные остатки. Мощность около 7 м;
5. Базальт. Видимая мощность — 10 м.

Обнаруженные палеопочвенные профили и верхнедевонские фоссилии свидетельствуют о периодической смене континентальных обстановок на обстановки сублиторали, что характерно для всего Северного Тимана, являющегося ранее оконечностью древнего континента Лавразии
Протекающая по территории памятника природы река Белая — нерестовый водоёмом для атлантического лосося, арктического гольца, акклиматизированной горбуши, а также место обитания других ценных видов рыб (жилые формы кумжи, европейский хариус). В Красную книгу Ненецкого автономного округа включены редкие горно-тундровые виды, встречающиеся на территории ООПТ — мятлик сизый, скерда черноватая, смолёвка малолистная, филлодоце голубая, гариманелла моховидная, горечавка арктическая.

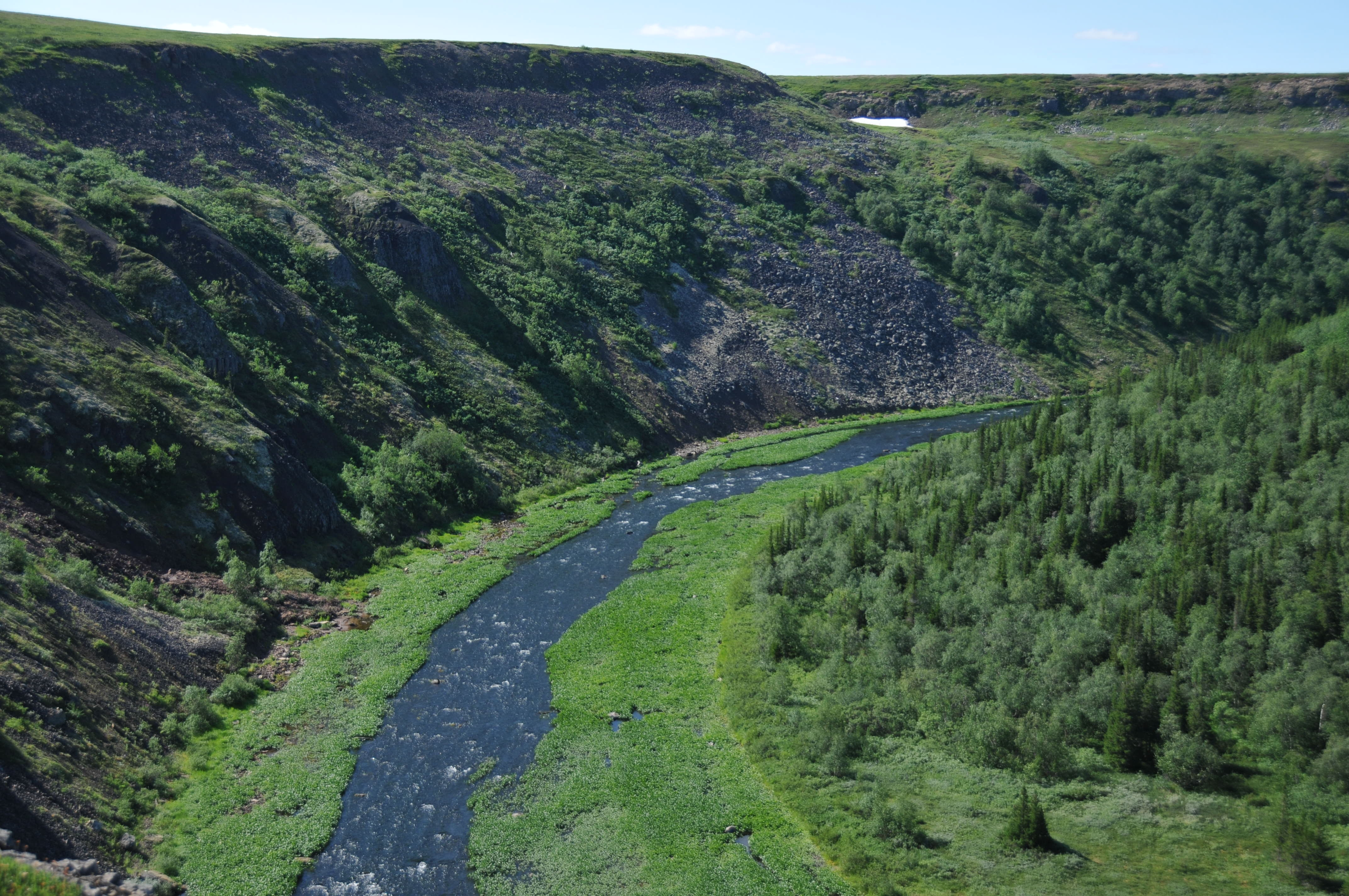
Западная часть каньона
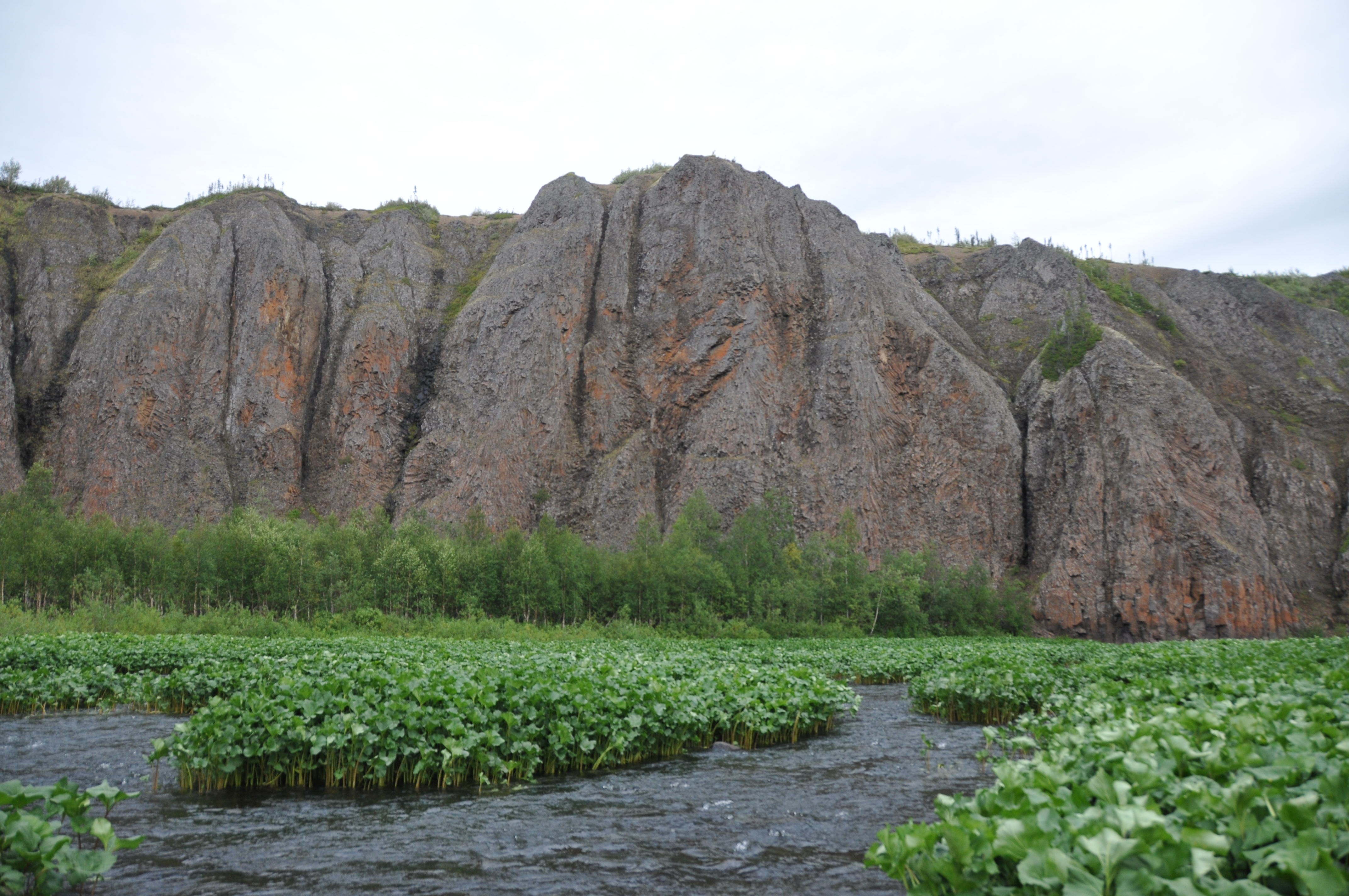
Каньонная стена
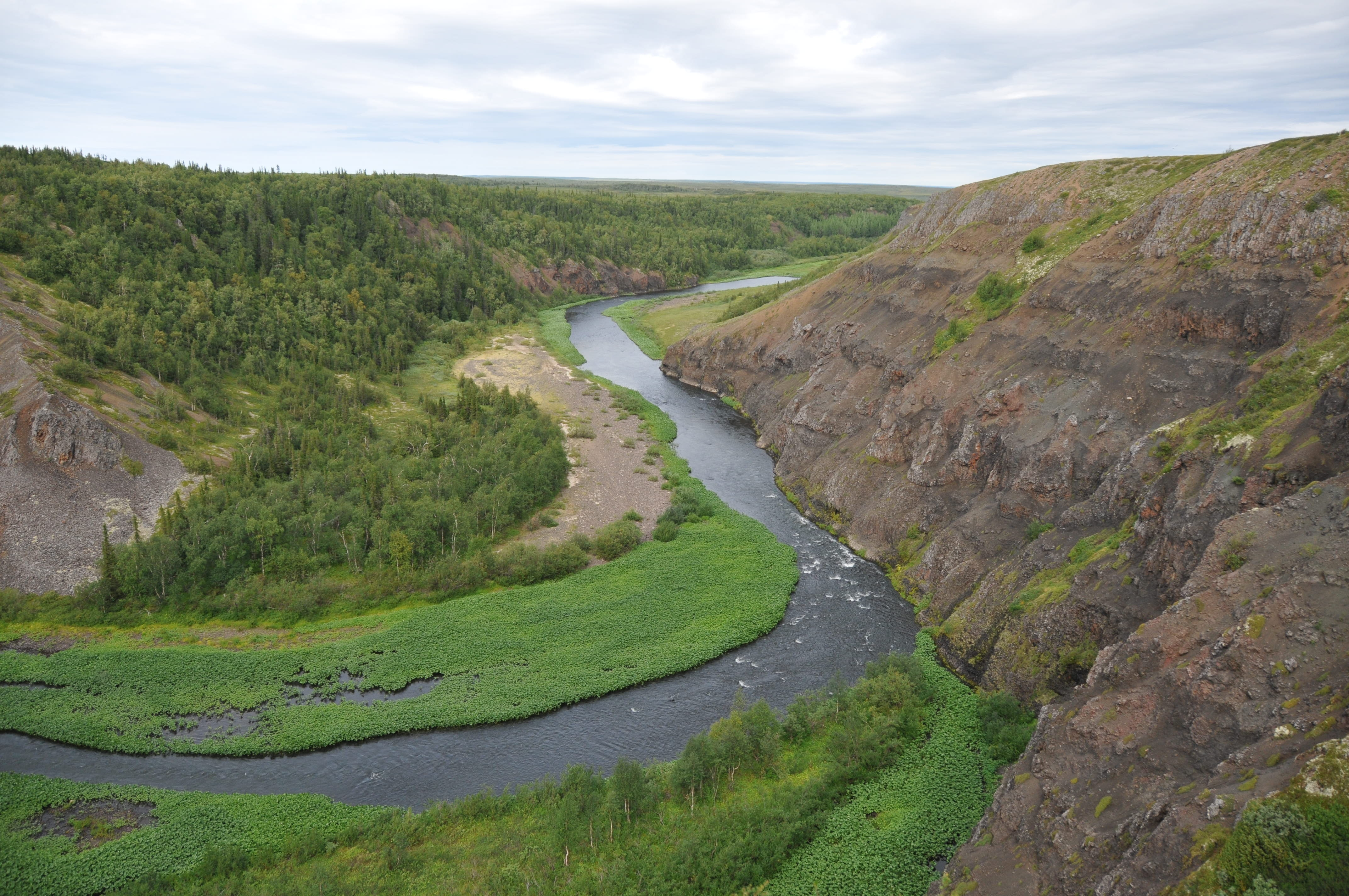
Восточная часть каньона

В каньоне произрастают нехарактерные для этих мест плотные группы берёзы, рябины, а также ели Picea obovata, встречающиеся лишь единично на верхних уровнях долины. Это обусловлено не только мезоклиматом каньона, но и тем, что в районе выходов на поверхность базальтовых пластов происходит существенное обогащение почвы минеральными элементами, формирующимися на дериватах базальтов.

## Антропогенная нагрузка
Негативные факторы, воздействующие на природные комплексы памятника природы в настоящее время, — отсутствие надлежащей охраны его территории, нерегламентированная рекреационная нагрузка, хищнический сбор агатов, браконьерство (вылов рыбы ценных пород, включая анадромные). Информационно-аналитическая система «Особо охраняемые природные территории России» оценивает антропогенную нагрузку на ООПТ «Каньон Большие ворота» в частности, и ООПТ «Северный Тиман» в целом, как существенную. Прежде всего это связано со значительным увеличением количества групп, доставляемых на реку Белая на вертолётах (в основном из Нарьян-Мара) с целью рыбалки. Во многих случаях речь идёт о браконьерстве под видом организованного туризма.